# Monica Amante
Monica Amante (Monica Lao Barrientos Amante), född 13 februari 1979, är en svensk opinionsbildare inom "antirasistisk feminism", bland annat på Kafé 44, och politiskt aktiv inom Feministiskt initiativ.
Amante deltog i grundandet av Feministiskt initiativ under 2005 och var styrelseledamot under flera år därefter. Hon var därefter studerandeombudsman på fackförbundet Unionen. Efter att Fi valts in i Stockholms stadsfullmäktige anställdes Amante som politisk sekreterare för partiet i stadshuset.
Amante är född i Filippinerna och flyttade till Stockholm i tonåren. Hon var invigningstalare på Uppsala Pride 2009.